# Нинова, Корнелия
Корнелия Петрова Нинова (род. 16 января 1969, Крушовица, Болгария) — болгарская юрист и политик, депутат от парламентской группы БСП в XLI, XLII, XLIII, XLIV, XLV, XLVI, XLVII и XLVIII Народных собраниях Болгарии, заместительница министра экономики и энергетики по внешнеэкономической политике (2005—2007) в правительстве Сергея Станишева, вице-премьер Болгарии и министр экономики и промышленности с 2021 по август 2022 года в правительстве Кирила Петкова. Председательница БСП с 8 мая 2016 года по 15 июня 2024 года.

## Биография

### Образование и юридическая карьера
Корнелия родилась 16 января 1969 года в селе Крушовица в регионе Оряховско, с отличием окончила Национальную высшую школу древних языков и культур в Софии.
Окончила юридический факультет Софийского университета также с полным отличием. В 1995 году работала в Софийском городском суде судьёй-стажёром, а в период 1995—1996 годов была юридическим консультантом в общине Столична.
С 1996 по 1997 год работала следователем Столичной следственной службы. В период с марта по август 1997 года работала юридическим консультантом в Болгарской телекомуникационной компании.

### При правительстве ОДС
С 1997 по 2005 год Нинова работала исполнительным директором АО «Техноимпекс». Она была назначена на эту должность при правительстве Объединённых демократических сил. В то же время она была назначена на должность председателя совета директоров «Техноимпортэкспорт». «Техноимпэкс» и «Техноимпортэкспорт» — внешнеторговые компании, подлежащие приватизации, а Нинова впоследствии возглавит команду по приватизации первой компании. В 28 лет Нинова вместе с 27 другими людьми работала в компании, приватизировавшей «Техноимпекс». Петр Зотев, министр экономики и энергетики при Иване Костове, утверждает, что премьер-министр лично отклонил кандидатуру Ниновой.

### При правительстве Симеона Саксен-Кобург-Готского
При правительстве Симеона Саксен-Кобург-Готского она продолжала быть исполнительным директором приватизированной компании «Техноимпекс». В 2003 году Нинова политически переориентировалась и стала членом БСП .

### В правительстве Сергея Станишева
С сентября 2005 по март 2007 года Нинова — заместительница министра экономики и энергетики по внешнеэкономической политике. Она также отвечала за Государственное агентство «Государственный резерв и запасы военного времени», торговлю оружием и соглашения о взаимозачётах, связанные со снабжением армии. Нинова стала председательницей совета директоров двух стратегических предприятий — Международной ярмарки в Пловдиве и АО «Булгартабак Холдинг».

### Парламентская деятельность
В 2009 году была избрана депутатом от БСП в XLI Национальном собрании. Избиралась депутатом в XLII, XLIII, XLIV, XLV, XLVI НС и XLVII Национальные собрания, а от последнего была избрана министром экономики в правительство Кирила Петкова. Избрана депутатом и в следующее XLVIII Национальное собрание.

## Критика и споры

### Подозрение в злоупотреблении
В начале мая 2007 года выявлены крупные злоупотребления в компании Топлофикация-София. За компанию отвечало Министерство экономики и энергетики. Следствие начало расследование в отношении Валентина Димитрова (Вальо Топлото), тогдашнего главы компании. Выяснилось, что проводившая расследование следовательница Татьяна Шарланджиева является подругой заместителя министра Ниновой ещё с тех пор, как Нинова работала в следственных органах. Согласно материалам, собранным прокуратурой в СГД, Нинова оказала влияние на следовательницу Шарланджиеву с целью «защитить» от уголовного преследования бизнесмена Красимира Георгиева («Фронтир») по делу «Топлофикации».
«Фронтир» был однокурсником тогдашнего министра экономики и энергетики Румена Овчарова и бывшего партнёра его жены, а также участником одноимённого олигархического кружка, связанного с энергетикой и тяготеющего к БСП. В ходе расследования выяснилось, что к делу причастен и министр Румен Овчаров.
Нинова была снята с поста замминистра в мае 2007 года решением премьер-министра Сергея Станишева . Вместе с ней был отправлен в отставку из-за скандала с вымогательством в холдинге Булгартабак, формально управляемом Ниновой, её коллега по кабинету Делян Пеевски. Нинова утверждала, что была замешана в скандалах с «Топлофикацией» и «Булгартабаком» потому что не удовлетворяла экономические интересы тогдашнего директора Национального сыска Ангела Александрова, близкого к ДПС.
Хотя она была уволена из правительства, Нинова затем была избрана в Верховный Совет БСП и стала её представительницей. Она также оставалась в управлении Пловдивской ярмарки и Булгартабака до их приватизации в 2009 году.

### Прокремлёвская и антинатовская деятельность
В июне 2016 года Корнелия Нинова приняла участие в форуме правящей путинской партии «Единая Россия», который состоялся в Москве. Чуть позже Институт стратегических исследований, возглавляемый генералом российской разведки Леонидом Решетниковым, заказал к предстоящим президентским выборам в Болгарии социологическое исследование, целью которого было выяснить профиль будущего кандидата от БСП. После президентских выборов, на которых победил генерал Румен Радев, как кандидат от БСП, Решетников заявил, что предварительно утвердил его кандидатуру на встрече с Ниновой. После серии взаимных обвинений во лжи оба наконец согласились, что встреча была, и что на ней упоминалось имя Румена Радева. Впоследствии Решетников дал ряд интервью, в которых выразил надежду, что новый президент Болгарии переориентирует страну с Запада на Россию. Позже Решетникову запретили посещать Болгарию в связи с организованной им в стране шпионской сетью.
После нападения России на Украину в феврале 2022 года, несмотря на агрессивную политику, проводимую РФ, под руководством Ниновой, которая также была вице-премьером в правительстве Кирилла Петкова, партия заняла твёрдую позицию против введения экономических санкций против России. Она была готова покинуть правительство, если будет оказана военная помощь Украине. Нинова также против размещения в стране союзных сил НАТО с целью укрепления восточного фланга организации, хотя Болгария включена в специальный список враждебных России стран, а ЕС единогласно вводит жёсткие санкции против агрессора. Нинова категорически против военной поддержки Украины. При этом она сняла министров БСП при голосовании по закупке 8 истребителей F-16 для болгарской армии с заседания Совета министров в июле 2022 года. Это даёт основания некоторым наблюдателям идентифицировать её как одного из лидеров пятой колонны путинской России в Болгарии.

### Партийная деятельность и спорные реформы в БСП
8 мая 2016 года Нинова была избрана председателем БСП 395 голосами против 349 голосов за тогдашнего председателя Михаила Микова. После вступления в должность Нинова вступила в затяжные конфликты с предыдущими председателями партии — Миковым и Станишевым. Впоследствии Нинова провела ряд систематических чисток в БСП, избавляясь от несогласных с её политикой. Она стала дифференцироваться по некоторым важным вопросам от партии европейских социалистов, лидером которой является Станишев, а также от президента Радева, которого она сама же и выдвинула.
После нескольких тяжёлых поражений партии на различных выборах под её руководством Нинова дважды была вынуждена формально уйти с поста председательницы БСП, после чего на практике оказывалось, что это были лишь тактические манёвры, и она оставалась на своём посту.
По словам председателя партии европейских социалистов Сергея Станишева, начинается коренное изменение характера БСП, которая из социальной и интернационалистской партии превратилась в традиционалистскую и патриотическую партию с авторитарным уклоном. По словам депутата Европарламента от БСП Петыра Витанова, члены БСП наводнены антиевропейской, националистической и антипрививочной риторикой, в которой остаются в основном пожилые люди или люди с более крайними левыми убеждениями.
Таким образом, согласно ряду аналитиков, под руководством Ниновой БСП из реформированной в конце XX века тоталитарной партии, которая хоть и с трудом, но поддерживала европейский и евроатлантический путь развития Болгарии, постепенно начала деградировать и превратилась в умеренную партию антиевропейской и антинатовской направленности с явным прокремлёвским уклоном.